# Salvatore Pincherle
Salvatore Pincherle (Trieste, 11 marzo 1853 – Bologna, 10 luglio 1936) è stato un matematico italiano.

## Biografia
Nasce in una famiglia ebraica di Trieste e, dopo aver svolto gli studi liceali a Marsiglia, nel 1869 vince il concorso di ammissione alla Scuola Normale Superiore di Pisa, iscrivendosi al contempo all'Università di Pisa dove, tra i suoi docenti, ha Ulisse Dini ed Enrico Betti. Laureatosi nel 1874, intraprende la carriera di insegnante presso il liceo di Pavia, dove conosce, alla locale università, Felice Casorati, che lo avvia agli studi di Bernhard Riemann sulle funzioni complesse. Nel 1877-78, con una borsa di studio, trascorre un anno all'Università di Berlino con Karl Weierstrass, uno dei padri dell'analisi matematica moderna.
Al ritorno in Italia, fa conoscere la teoria delle funzioni analitiche secondo Weierstrass, riuscendo a farne comprendere l'importanza. Appena ventisettenne vince (nel 1880) la cattedra di algebra e geometria analitica all'Università di Palermo, ma l'anno successivo è chiamato alla stessa cattedra dell'Università di Bologna che resse fino al 1912, quando passò a quella di calcolo infinitesimale che mantenne fino al termine della carriera (nel 1928); qui, all'Istituto di Matematica di Bologna (che ora porta il suo nome), tenne anche gli insegnamenti di analisi superiore, teoria delle funzioni, geometria superiore e matematiche superiori.
Pincherle, oltre ad aver dato pionieristici contributi in vari settori dell'analisi matematica, è stato uno dei fondatori (assieme a Vito Volterra) dell'analisi funzionale, una delle più importanti branche della matematica moderna. Tuttavia egli restò troppo ancorato allo schema analitico (e poco geometrico) impostato da Weierstrass, non approfondendo quelli che sono ora considerati gli aspetti più promettenti del nuovo ramo della matematica, limitandosi a considerarne gli aspetti analitici e non algebrico-geometrici; fu tra i primi a studiare in dettaglio la trasformata di Laplace e le sue applicazioni.
Grazie alla sua prolifica attività scientifica e didattica, Pincherle contribuì a portare l'Italia all'avanguardia nel campo delle scienze matematiche. Nonostante non amasse incarichi che lo avrebbero potuto distogliere dalle sue occupazioni scientifiche, fondò l'Unione Matematica Italiana (nel 1922) e ne fu il primo presidente. Nel 1925 fu tra i firmatari del Manifesto degli intellettuali fascisti, redatto da Giovanni Gentile.
Presidente del comitato organizzatore del terzo Congresso internazionale dei matematici tenutosi a Bologna nel 1928, si adoperò con successo al riavvicinamento fra matematici francesi e tedeschi e alla riammissione di quest'ultimi al consesso internazionale della matematica, dal quale erano stati allontanati dopo la prima guerra mondiale.
Fu socio dell'Accademia Nazionale dei Lincei (dal 1904), dell'Accademia delle Scienze di Torino (dal 1918) e di numerose altre istituzioni scientifiche e culturali, italiane e straniere, fra cui la Bayerische Akademie der Wissenschaften (dal 1930). Maestro di molti matematici a loro volta di fama, scrisse inoltre molti apprezzati testi didattici sulla matematica per le scuole superiori.
È sepolto nel cimitero ebraico di Bologna.

## Opere principali
- Della trasformazione di Laplace e di alcune sue applicazioni, Bologna, 1887.
- Algebra complementare parte 1: analisi algebrica (Milano: U. Hoepli, 1893)
- Algebra complementare parte 2: teoria delle equazioni  (Milano: U. Hoepli, 1893)
- Lezioni sulla teoria delle funzioni, dettate nella R. Università di Bologna, raccolte da Eugenio Maccaferri, Bologna, 1893.
- Algebra elementare (Milano: U. Hoepli, 1894)
- Geometria metrica e trigonometria (Milano: U. Hoepli, 1895)
- Geometria pura elementare (Milano: U. Hoepli, 1895)
- Lezioni sulla teoria delle funzioni analitiche, tenute nella R. Università di Bologna, raccolte a cura di Amerigo Bottari, Bologna, Litografia Sauer e Barigazzi, 1899.
- Le operazioni distributive e le loro applicazioni all'analisi con Ugo Amaldi (Bologna: N. Zanichelli, 1901)
- Il calcolo delle probabilità e l'intuizione, Scientia: rivista internazionale di sintesi scientifica, 19, 1916, pp. 417-426
- Lezioni di calcolo infinitesimale, dettate nella R. Università di Bologna, Bologna, Nicola Zanichelli Editore, 1915-19.
- Gli elementi della teoria delle funzioni analitiche, Bologna, Nicola Zanichelli Editore, 1922.
- Lezioni di calcolo infinitesimale, 2 voll., Bologna, Nicola Zanichelli Editore, 1926-27.